# Rosa Camuniana

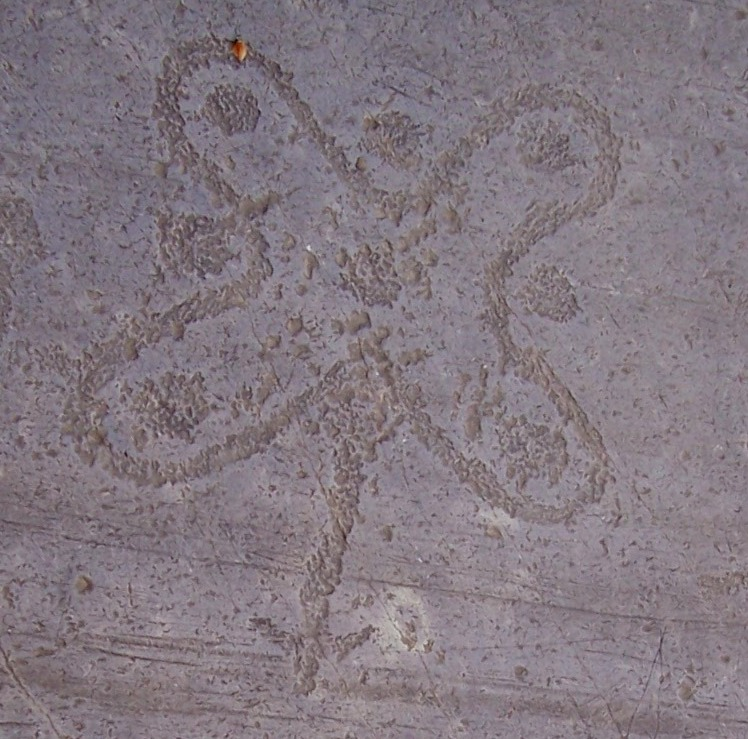
Camunian levantou-se em loc. Foppe de Nadro

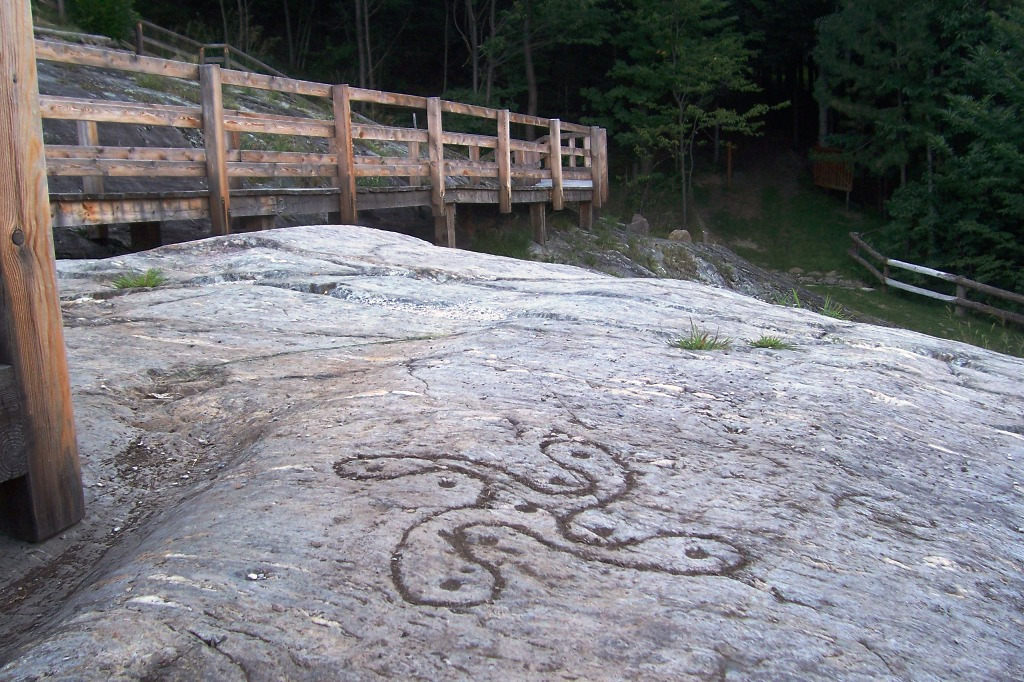
"Camunian rose" como suástica in loc. Carpene of Sellero

Rosa camuniana (em italiano Rosa camuna) é um símbolo específico representado entre as esculturas em pedra de Val Camonica (Brescia, Itália). Consiste em uma linha sinuosa e fechada que serpenteia em torno de nove marcas de xícara. Está gravado na forma simétrica, assimétrica ou suástica.

## Significado e variações
Há muitas teorias sobre seu significado, Emmanuel Anati sugere que ele possa simbolizar um conceito religioso complexo, talvez um símbolo solar ligado ao movimento astral. Em Val Camonica, esse motivo remonta à Idade do Ferro, particularmente dos séculos VII a I a.C. Há apenas um caso duvidoso datável na Idade Final do Bronze (1.100 a.C.). Esses números estão localizados principalmente no Vale Médio Camonica (Capo di Ponte, Foppe de Nadro, Sellero, Ceto e Paspardo), mas numerosos casos também estão no Vale Baixo (Darfo Boario Terme e Esine). 

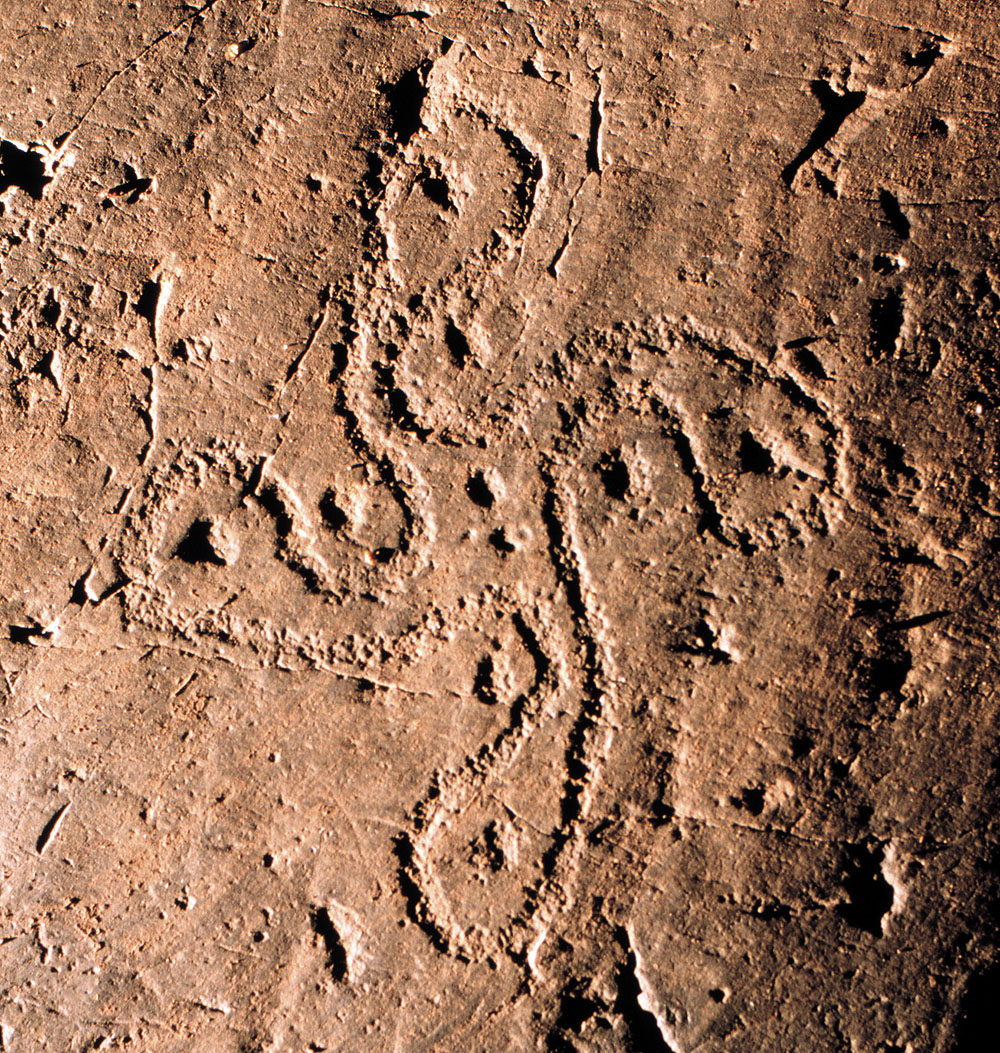
Rosa camuniana em forma de suástica na rocha 57 de Vite, Paspardo

O motivo foi estudado profundamente por Paola Farina, que criou um corpus de todas as "rosas camunianas" conhecidas em Val Camonica: ela contava 84 "rosas" gravadas em 27 rochas. Três tipos básicos foram determinados:
1. tipo suástica: as 9 marcas de xícara fazem uma cruz de 5 por 5; o contorno forma quatro braços que dobram cerca de 90 ° e cada braço inclui uma das marcas de topo da cruz. Existem 16 "rosas" desse tipo;
2. tipo assimétrico-suástica: a disposição das 9 marcas de xícara é a mesma que a anterior; mas o contorno é diferente, porque apenas dois braços dobram 90°, enquanto os outros se juntam em um único braço bilobado. Existem 12 "rosas" desse tipo;
3. tipo quadrilobato: as 9 marcas de xícara estão alinhadas em três colunas de três xícaras; o contorno se desenvolve em quatro braços ortogonais e simétricos e todos incluem uma marca de xícara. É o tipo mais difundido de “rosa camuniana”, existem 56 exemplos.

No que diz respeito à interpretação, não é fácil para um símbolo pertencente a uma cultura perdida e passada, Paola Farina sugere que a "rosa camuniana" tinha originalmente um significado solar, que depois se transformou em um significado mais amplo de poder positivo, para trazer vida e boa sorte.
O símbolo é chamado em italiano "rosa camuna" (rosa camuniana) porque se parece com uma flor, mas esse nome é uma invenção moderna. Uma "rosa camuniana" estilizada tornou-se o símbolo da região da Lombardia.